# La terre sera rouge
Pour plus de détails, voir Fiche technique et Distribution.
La terre sera rouge (De røde enge) est un film danois de Bodil Ipsen et Lau Lauritzen Jr., sorti en 1945. Il remporta le Grand Prix au festival de Cannes en 1946.

## Fiche technique
- Titre français: La terre sera rouge
- Titre danois: De røde enge
- Réalisation  : Bodil Ipsen et Lau Lauritzen Jr.
- Scénario : d'après la pièce de théâtre de Leck Fischer et le roman d'Ole Juul
- Genre : Guerre et drame
- Durée : 85 min

## Distribution
- Poul Reichhardt : Michael Lans
- Lisbeth Movin : Ruth Isaksen
- Per Buckhøj : Fangevogter Steinz
- Gyrd Løfqvist : Gustav
- Kjeld Jacobsen : Hansen
- Preben Kaas : Erik
- Arne Hersholdt : Feldwebel allemand
- Karl Jørgensen : Major allemand
- Lau Lauritzen Jr. : Toto
- Preben Neergaard : Prikken
- Bjørn Watt-Boolsen : Tom
- Preben Lerdorff Rye : Alf
- Freddy Koch : Dreyer
- Hjalmar Madsen : Hotelkarl
- Bjørn Spiro : Sous-officier allemand

## Distinctions
Le film a reçu le Grand Prix (ancêtre de la Palme d'or) lors du Festival de Cannes 1946 conjointement avec dix autres films.